# 1846 w muzyce
Wydarzenia muzyczne w 1846 roku.

## Wydarzenia
- 1 stycznia – w Lipsku w Gewandhaus miejsce publiczna premiera „Koncertu na fortepian i orkiestrę” op.54 Roberta Schumanna[1][2]
- 24 stycznia – w wiedeńskim Goldener Strauß miała miejsce premiera „Jux-Polka” op.17 Johanna Straussa (syna)[1][2]
- 28 stycznia – w wiedeńskim Goldene Birne miała miejsce premiera „Serben-Quadrille” op.14 Johanna Straussa (syna)[1][2]
- 3 lutego – w paryskiej Operze paryskiej odbyła się premiera opery Les mousquetaires de la reine Fromentala Halévy’ego[1][2]
- 23 lutego – w Hietzingu w Dommayer’s Casino miała miejsce premiera „Zeitgeister Waltz” op.25 Johanna Straussa (syna)[1][2]
- 25 lutego – odbyła się prywatna premiera „Le Moine bourru ou les Deux Poltrons” Jacques’a Offenbacha[1][2]
- 17 marca – w weneckim Teatro La Fenice miała miejsce premiera opery  Attyla Giuseppe Verdiego[1][2]
- 1 kwietnia – w Sankt Petersburgu odbyła się premiera kantaty „The Triumph of Bacchus” Aleksandra Dargomyżskiego[1][2]
- 19 kwietnia – w Wiedniu odbyła się premiera „Austria-Marsch” op.20 Johanna Straussa (syna)[1][2]
- 24 kwietnia – w paryskiej Salle Herz miała miejsce publiczna premiera „Le Moine bourru ou les Deux Poltrons” Jacques’a Offenbacha[1][2]
- 26 kwietnia – w wiedeńskim Goldener Strauß miała miejsce premiera „Fidelen-Polka” op.26 Johanna Straussa (syna)[1][2]
- 21 maja – w paryskim domu Ministra Edukacji miała miejsce premiera kantaty „Les Plages du Nil” Fromentala Halévy’ego[1][2]
- 28 maja – w Hietzingu w Dommayer’s Casino miała miejsce premiera walca „Lind-Gesänge” op.21 Johanna Straussa (syna)[1][2]
- 11 czerwca – w Liège odbyła się premiera „Lauda Sion” Felixa Mendelssohna[1][2]
- 14 czerwca –  W Lille w Ratuszu miała miejsce premiera „Le chant des chemins de fer” Hectora Berlioza[1][2]
- 16 czerwca – w Ofen pod Bad Zwischenahn odbyła się premiera „Pesther Csárdás” op.23 Johanna Straussa (syna)[1][2]
- 28 czerwca – Adolphe Sax opatentował saksofon[3]
- 10 lipca – w Operze paryskiej odbyła się premiera baletu Betty Ambroise’a Thomasa[1][2]
- 13 lipca – w wiedeńskim Odeonie miała miejsce premiera „Odeon-Quadrille” op.29 Johanna Straussa (syna)[1][2]
- 23 lipca – bolońskiej Piazza Maggiore miała miejsce premiera „Su fratelli, letizia si Canti” Gioacchina Rossiniego[1][2]
- 5 sierpnia – w wiedeńskim Tivoli miała miejsce premiera „Die Zillerthaler Waltz” op.30 Johanna Straussa (syna)[1][2]
- 9 września – w wiedeńskim Wasserglacis miała miejsce premiera „Die Sanguiniker Waltz” op.27 Johanna Straussa (syna)[1][2]
- 12 września
  - w Warszawie odbyła się premiera operetki Loteria Stanisława Moniuszki[1][2]
  - w Hietzingu w Dommayer’s Casino miała miejsce premiera „Hopser-Polka” op.28 Johanna Straussa (syna)[1][2]
- 10 listopada – w Lipsku odbyła się premiera „Der Sänger” Felixa Mendelssohna[1][2]
- 15 listopada – w Hietzing w Dommayer’s Casino miała miejsce premiera „Quadrille nach Motiven der Oper Die Belagerung von Rochelle” op.31 Johanna Straussa (syna)[1][2]
- 25 listopada – w wiedeńskim Goldener Strauß miała miejsce premiera walca „Die Jovialen” op.34 Johanna Straussa (syna)[1][2]
- 30 listopada – w Londynie odbyła się premiera „Te Deum” Felixa Mendelssohna[1][2]
- 6 grudnia – w Operze paryskiej odbyła się premiera kantaty „Potępienie Fausta” Hectora Berlioza[1][2]
- 8 grudnia – w wiedeńskim Anna-Kirche miała miejsce premiera „Gesänge zur Feier des heiligen Opfers der Messe” D.872 Franza Schuberta[1][2]
- 25 grudnia – w wiedeńskim Anna-Kirche miała miejsce premiera „Kyrie” D.45 Franza Schuberta[1][2]

## Urodzili się
- 21 stycznia – Albert Lavignac, francuski pedagog i muzykolog (zm. 1916)
- 24 lutego – Luigi Denza, włoski kompozytor (zm. 1922)
- 9 kwietnia – Paolo Tosti, brytyjski kompozytor i pedagog włoskiego pochodzenia (zm. 1916)
- 22 kwietnia – Oskar Meister, niemiecki organista i dyrygent (zm. 1907)
- 2 maja – Zygmunt Noskowski, polski kompozytor, pedagog, dyrygent i krytyk muzyczny (zm. 1909)
- 5 maja – Federico Chueca, hiszpański kompozytor (zm. 1908)
- 9 maja – Nikołaj Sołowjow, rosyjski kompozytor, pedagog i krytyk muzyczny (zm. 1916)
- 30 czerwca – Riccardo Drigo, włoski kompozytor muzyki baletowej i operowej, dyrygent orkiestr teatralnych i pianista (zm. 1930)
- 29 lipca – Sophie Menter, niemiecka pianistka (zm. 1918)
- 17 sierpnia – Marie Jaëll, francuska pianistka i pedagog muzyczny (zm. 1925)
- 23 października – Aleksandr Archangielski, rosyjski kompozytor oraz dyrygent; Zasłużony Artysta RFSRR (zm. 1924)
- 7 listopada – Ignaz Brüll, austriacki kompozytor i pianista pochodzenia morawskiego (zm. 1907)
- 10 listopada – Martin Wegelius, fiński kompozytor i muzykolog (zm. 1906)
- 6 grudnia – Henryk Jarecki, polski kompozytor, dyrygent i pedagog (zm. 1918)
- 22 grudnia – Andreas Hallén, szwedzki kompozytor (zm. 1925)

## Zmarli
- 3 lutego – Joseph Weigl, austriacki kompozytor i dyrygent (ur. 1766)
- 24 kwietnia – Girolamo Crescentini, włoski śpiewak, kastrat (sopran), kompozytor (ur. 1762)
- 24 lipca – Joseph Leopold Eybler, austriacki kompozytor (ur. 1765)
- 7 sierpnia – Johann Christian Heinrich Rinck, niemiecki kompozytor i organista (ur. 1770)
- 10 sierpnia – Johann Simon Hermstedt, niemiecki kompozytor i klarnecista (ur. 1778)